# ハッピー・ホーガン
ハロルド・"ハリー"・ホーガン (Harold "Harry" Hogan)、通称ハッピー・ホーガン (Happy Hogan) は、マーベル・コミックの世界に登場する、アイアンマンのサポートキャラクター。

## 経歴
元ボクサーのハッピーは、『Tales of Suspense』#45（1963年9月）でトニーの命を救ったことをきっかけに、彼の運転手兼個人秘書として雇われる。ハッピーは、『Tales of Suspense』 #70（1965年10月）でトニーがアイアンマンであると知る。
『Tales of Suspense』 #74 （1966年2月）で、医師がスタークの実験用の「Enervator」装置によって動かされたコバルト光線マシンを使用して彼を治療しようとしたとき、深刻な病気のハッピーはフリークという巨大で惨忍で超人的に強い人間型の生物に変異する。アイアンマンがフリークを止めるために到着する前に彼は逃げ、そして暴れ始める。
アイアンマンは実験室にフリークを連れ戻すが、パワーを使い果たして崩壊する。フリークはペッパー・ポッツに遭遇し、彼を見て気絶した彼女を運び去る。アイアンマンはペッパーを助け、再びフリークを研究室に連れてゆく。『Tales of Suspense』#76（1966年4月）でアイアンマンがもう一度Enervatorに彼をさらすと普通の身体を取り戻すが、『Tales of Suspense』#83（1966年11月）まで一時的な記憶喪失のために苦しめられる。
後にアイアンマンがアーマーを再建するのを助けている間、ハッピーは再びコバルト光線に露出されてフリークになった。フリークはアイアンマンを壁に叩きつけ、彼と共にペッパーを連れて行く。アイアンマンは再びハッピーをもとに戻すことができた。
コレクターは後に、自身のコレクションにフリークを追加する目的でハッピーとペッパーを誘拐する。
その後、ハッピーはアイアンマンのアーマーを着けているときに負傷し、スタークは、装置の欠陥が直ったと思って彼を救うのにEnervatorを使用する。するとまたしても装置は再びハッピーをフリークに変えた。彼が結局、臨界質量に達して、爆発するエネルギーで輝くことを引き起こし、コバルトに自分をさらした。スタークが再びハッピーEnervatorを使用して元に戻すまで、2度戦った。
彼は『Tales of Suspense』#91（1967年7月）でペッパー・ポッツと結婚するが、彼らは後に離婚する。
ハッピーは、スタークインダストリーズ、スタークエンタープライズ、およびスタークソリューションズを含むスタークのほぼすべての会社のために働いていた。しかしながら、トニー（アイアンマン）がオンスロートサーガの間いなくなったとき、ホーガンは、スターク・フジカワによって雇われるのを拒否するが、スタークが戻るとまた雇用される。 また、彼はペッパー・ポッツと再婚する。
シビル・ウォーの際に、かなりの道徳的で政治上、そして、感情的な問題をトニー・スタークは引き起こしており、ハッピー・ホーガンは、多くの必要なアドバイスをトニーに与え続けた。

## 他のバージョン

### アマルガム・コミックス
アマルガム・コミックス・ユニバースでは、アイアンマンはDCコミックスのグリーンランタンと合体してアイアンランタンとなる。アイアンランタンはスタークエアクラフトのオーナーのハル・スタークであり実験的な航空機の開発者である。スタークの主要な整備士はハッピー・カルマク（マーベルのハッピー・ホーガンとDCのトーマス・カルマクの合体）である。

### ヒーローズリボーン
『ヒーローズリボーン』シリーズでは、ハッピー・ホーガンはスタークの広報チーフである。ペッパーとは軽い恋愛関係にある。

### アルティメット・マーベル
アルティメット・マーベルユニバースでは、ホーガンはアルティメッツシリーズでアイアンマンと共に登場する。彼は、頻繁にペッパー・ポッツと共にアイアンマンのアーマーのコントロールルームに現れる。
マイケル・ジャン・フリードマンによるスピンオフ小説のトゥモローマンで、ホーガンが長い間スタークと共に働いているが、彼が決して公式にMITの学位を得なかったことが明らかにされる。

## MCU版
MCUでは、ジョン・ファヴローが演じる。日本語吹替は主に大西健晴が担当。
現時点で最も長くMCUに出演しているキャラクターの一人である。現在の所、アイアンマンへの変身、ペッパー・ポッツとの恋愛関係は描かれておらず、彼女やトニー・スターク/アイアンマンの親友として描写される。
本項は、“アース616”（正史の宇宙）におけるハッピーを主軸として表記する。 

### キャラクター像
多くの作品で“スターク・インダストリーズ”CEO専属の運転手兼ボディーガードとして登場するが、『アイアンマン3』と『スパイダーマン:ファー・フロム・ホーム』ではスターク社本社屋の警備部長となっている。
トニーに振り回されたり、また彼自身も身近な者を振り回してしまうことが稀にあるなど、やや三枚目的ながらも、几帳面で人情に厚い男である。トニーの自動車コレクションの利用を許されており、1999年時の髪型はオールバックで、トニーから「マレットヘアー」と揶揄されていた。
また、好きなテレビドラマは、『ダウントン・アビー』である。

### 『ホワット・イフ...?』版
現在のところ、“アース89521”と“アース32938”におけるハッピーの存在が描写されており、正史のハッピーと同様にスターク社CEO専属の運転手兼ボディーガードである。

### 能力
レースが行われている最中のモンテカルロ市街地コースでロールスロイス・ファントムをかなりの速度で逆走させても大事故を起こすことなく走破してトニーの下に到着できるほどの自動車運転技術と、がっしりした体格から繰り出されるアマチュアボクサーとしての戦闘スキルは確かで、本気を出せば1対1で屈強な男をノックアウトできるほどの実力を持つ。スターク社本社屋警備部長となってからは、不審者に用心深くなるほど第六感のような感覚を養った。また、ピーター・パーカー/スパイダーマンをサポートした際にはジェット機の操縦まで行なっている。

### 自宅
ロングアイランドにある、コンドミニアムの一室に構えられたハッピーの自宅。玄関は3つの電子錠と監視カメラ、アラームを備えた厳重セキュリティシステムが取り付けられており、室内には、ボクシンググローブやヘッドギア、バスケットボールのゴールやパトリック・ユーイングのレプリカユニフォーム、ゲートボール用具などがインテリアとして飾られ、CPAP用酸素マスクや“Dum-E（ダミー）“に、ファブリケーター”まで置かれている。
ピーターが大衆からのバッシングを受け続けると、彼と彼のおばであるメイ・パーカーがハッピーの気遣いで居候するようになり、その後、ピーターたちによる並行世界から転移してきたヴィラン一同の治療の場としても用いられたが、ヴィラン一同の一人であるグリーン・ゴブリンが表出したことが遠因となって室内が破壊されただけでなく、コンドミニアム各階がピーターとゴブリンの死闘の場に、そしてエントランスがゴブリンによって息を引き取ったメイをピーターが看取る場となってしまう。

### 各作品での活躍
『アイアンマン』
日本語吹替 - 大西健晴（劇場公開版）、落合弘治（テレビ朝日版）
本作でMCU初登場。しかし出番や台詞は次回作以降に比べて少なく、スターク社の空港へアウディ・R8を運転するトニーとの競争シーンと、アフガニスタンから帰還したトニーをペッパーと迎えてスターク社へ運転するシーンなどにのみ登場する。
『アイアンマン2』
日本語吹替 - 大西健晴（劇場公開版）、落合弘治（テレビ朝日版）
物語前半でトニーのボクシングコーチも務めるが、トニーの反則技やナタリー・ラッシュマン（ナターシャ・ロマノフ/ブラック・ウィドウ）の関節技をもろに喰らったり、モナコではイワン・ヴァンコ/ウィップラッシュに襲われたトニーを救うために、運転する自動車でヴァンコを轢き続けた代わりに、トニーへ“アイアンマン・アーマー マーク5”譲渡をしづらくしてしまったり、“ハマー・インダストリーズ”本社研究所へ向かう道中で運転中の後部座席で臆面なく着替えるナターシャに目を奪われて事故を起こしかけるなど、コミカルな様子を見せた。
トニーとジェームズ・“ローディ”・ローズが殴り合いを繰り広げた際には、ペッパーを巻き込まないように逃がし、ナターシャと共に向かったハマー社研究所では、得意のボクシングで警備員の男性に挑み、苦戦しながらも倒すなどの活躍も披露する。
『アイアンマン3』
日本語吹替 - 大西健晴
本作では「アイアンマンの運転手」とバカにされることに嫌気がさし、運転手兼ボディガードを降りた代わりに、ペッパーの計らいによってスターク社本社屋警備部長へと昇進している。
これまでの三枚目的な一面が影を潜め、本社屋内の人々に口を酸っぱくしてまでIDバッジ着用を呼びかけ、従業員を削減しロボットに警備を任せようと提案するなど、周囲から煙たがられるほどセキュリティにうるさい男となった。そのため、ペッパーによれば社員からの苦情が3倍にはね上がったらしい。同時にトニーには、“上司と部下”の間柄でなくなったため、完全に対等な話し方をするように変わった。
スターク社を訪ねたアルドリッチ・キリアンとエリック・サヴィンに不審感を覚え、彼らを尾行し、チャイニーズ・シアターでサヴィンとジャック・タガートの取引を目撃し、タガートからサヴィンと取引した物をすり取るが、サヴィンに気付かれて立ち向かう。しかしサヴィンの驚異的な力に圧倒された挙句、タガートの自爆に巻き込まれ、意識不明で瀕死の重傷を負ってしまった。
それから病院で意識が回復しない状態が続いたが、物語のラストで目を覚まし、傍にいた看護師と2人で『ダウントン・アビー』を視聴する。
『スパイダーマン:ホームカミング』
日本語吹替 - 大西健晴
本作では、重傷が完治した代わりに後遺症で心臓を悪くしている。同時にトニーの運転手に戻っており、再び上司と部下の間柄となったためか、話し方も対等ではなくなっている。
ピーターのお目付け役兼“アベンジャーズ・タワー”の引っ越しの管理を行っており、トニー曰く資産管理部の部長の席に就こうとトニーに相談している様子である。それに加えて引っ越しが忙しい影響もあり、これまでに比べて少々無愛想な態度をとってしまっている。そのためか、ピーターから毎日送られてくる矢のような活動報告にもうんざりしており、彼に対してもかなり冷たく、これがピーターを苛立たせる原因になってしまう。
しかしエイドリアン・トゥームス/バルチャーによる物資強奪計画をピーターが阻止したことによって、ピーターへの接し方を改めるようになり、彼をアベンジャーズ・コンパウンドへと案内する。
『アベンジャーズ/インフィニティ・ウォー』では、直接登場はしていないものの、同作のブルーレイに収録された未公開シーンでは本編冒頭のトニーとペッパーの会話中に割って入る形で出演している。
『アベンジャーズ/エンドゲーム』
日本語吹替 - 大西健晴
本作では全ての事態が終結した後に行われたトニーの葬儀に参列するのみの登場となったが、キャラクターポスターでは生存組に割り当てられており、サノスの“デシメーション”による消滅を免れていた設定が明かされていた。
物語ラストの葬儀でローディと肩を並べながらトニーを偲び、遺されたトニーの長女モーガンに「何か食べたい？」と問うと、彼女が「チーズバーガー」と答えたため、「パパ（トニー）の大好物だった」と教える。
『スパイダーマン:ファー・フロム・ホーム』
日本語吹替 - 大西健晴
本作では口髭を伸ばして登場し、出番はさほど多くないが、ピーターのサポーターとして彼とニック・フューリー（擬態）の連絡役を担っている。その一方で、メイに惚れて彼女の職場にまで顔を出したり、ピーターに科学史ツアーを優先されてしまったり、ドローン群からミシェル・ジョーンズ（MJ）たちを助けようと奮闘するも、乗って来たジェット機を破壊されたり、ジュエルハウスの展示物の盾の投擲に失敗したり、武器の名前を間違えてネッド・リーズに指摘されるなど、久々に滑稽な様子も多数見せる。
物語の冒頭でメイの開くボランティア活動のパーティに多額の寄付金を出すと同時に、ピーターへフューリーからの連絡に出るよう促すも、それを嫌がる彼に手を焼くことになってしまう。
後にピーターから応援を頼まれた時には、自らジェット機でブルク・オプ・ランゲディクへピーターを迎えに行き、クエンティン・ベック/ミステリオの罠に嵌って心身共に傷付いた彼に「トニー本人ですら、みんなが思い描くトニーにはなれない」、「自分がいなくなっても、君が後を継いでくれると思っていたから、トニーは自分を犠牲にできたんだ」、「トニーも常に悩んでいたが、君のことについては悩まなかった」と励ましの言葉を多くかけると共に、ピーターへ“アップグレード・スーツ”制作のための小型ラボも提供して共にロンドンへ向かった。
フューリー（擬態）に暗号を送り、ロンドンに到着して、完成したスーツに身を包んだピーターを降ろすと、MJたちを助けに行き、彼女たちに振り回されながらドローン群に追い詰められたが、ピーターがベックに奪われた“E.D.I.T.H.”を取り戻したことでドローン群が去り、難を逃れた。
事後はメイへピーターが立派に戦ったと電話で知らせ、フューリー（擬態）やマリア・ヒル（擬態）と邂逅して話し、フューリー（擬態）を訝しむ様子を見せ、帰国後パーカー家でピーターからメイとの関係を問われると、自身は交際を肯定するも、相手のメイからは否定され、ピーターを呆れさせる。
『ホワット・イフ...?』
日本語吹替 - 大西健晴
シーズン1
第5話
アース89521のハッピーが登場。
第6話
アース32938のハッピーが登場。
シーズン2
『スパイダーマン:ノー・ウェイ・ホーム』
日本語吹替 - 大西健晴
本作においては、スパイダーマンの正体がニュースで暴露された上にピーターが冤罪をかけられ、悪用された前述のドローン群がスターク社の技術によるものだったことまで手伝って、自身もMJやネッド、メイと同様に悪い立場へ追いやられる羽目になってしまうが、ピーターの味方側の人物の一人として、出番はそれほど多くなくとも彼を陰から支える役割で登場する。同時に、懇意の関係が終わったことをメイに告げられて、未練だらけの表情で悲しんだり、その直後にMJにスーツを脱がしてもらうピーターを見て脱力したり、ニュース映像に映った自身の顔写真がオールバックだった1999年時のものだったことに顔を歪めるなど、物語序盤ではコミカルな姿を次々と見せ、自宅であるコンドミニアムの一室も初披露された。
ピーターのベック/ミステリオ殺害容疑で、スターク社に“ダメージ・コントロール局”の捜査のメスが入った際にはノーコメントを貫き、マット・マードックの弁護のおかげでピーターが不起訴になったあとも、ドローンに関する疑惑が残ったことから、引き続きマットに弁護を頼み、後にピーターとメイをコンドミニアムに居候させた。
ピーターとメイがヴィラン一同をコンドミニアムに招いたことを知ると、ダメージ・コントロール局の取り調べを済ませて急いで帰路に着いたが、半壊していたコンドミニアムに駆け付けると、その眼前で息絶えていたメイを抱きしめて号泣するピーターと、彼に迫るダメージ・コントロール局の特殊部隊の間に立ちはだかり、ピーターへ「逃げろ！」と叫び、自身は囮となって特殊部隊に身柄を取り押さえられた。
その際の彼に関する具体的な顛末は描写されなかったが、スパイダーマンズとヴィラン一同の決戦が終結した数週間後の時点では、自身もスティーヴン・ストレンジ/ドクター・ストレンジの魔術によってピーターに関する記憶を失っており、ラストシーンではメイの墓標の前で落胆しながら彼女を偲び、そこにやってきたピーターに「以前にも親友（トニー/アイアンマン）を亡くした。このような気持ちは2度目だ」と打ち明けるなど、「初対面の者同士」として言葉を交わし、立ち去る彼と別れる。
『デッドプール＆ウルヴァリン』
日本語吹替 - 大西健晴
本作ではアベンジャーズへの加入を希望するウェイド・ウィルソンへの面接を行う。

## 他のメディア

### テレビ
- 1966年の『The Marvel Super Heroes』に登場する。
- 『アイアンマン ザ・アドベンチャーズ』では、トニー・スタークのクラスメイトとして登場する。声優は原語版ではアリスター・アベル、日本語吹き替え版では樋口智透が担当する。

## 出版
- Avengers vol. 1 #9, 16
- Avengers vol. 3 #28
- Black Panther vol. 3 #42
- Force Works #8, 10
- Iron Man vol. 1 #3–4, 21, 26, 59, 61, 63–66, 69–71, 73, 82–83, 86–88, 112, 199–201, 210, 259, 284, 300, 313, 315, 318–319, 327–329
- Iron Man vol. 3 #2–9, 11–18, 20, 23–25, 28–29, 37–39, 41–42, 45–47, 49–51, 59–63, 65–69, 79, 86–89
- Iron Man vol. 4 #13–14
- Iron Man/Captain America '98
- Iron Man: Age of Innocence #1
- Iron Man: Bad Blood #1, 3–4
- Iron Man: The Inevitable #1, 3
- Marvel: Heroes & Legends #2
- Shadow & Light #1
- Spider-Man Team Up #4
- Tales of Suspense vol. 1 #45–48, 60–61, 63–71, 73, 76, 82–87, 89, 91
- Untold Tales of Spider-Man '97
- Warlock vol. 3 #2

アイアンマンとして
- Iron Man vol. 1 #82–83, 300
- Tales of Suspense vol. 1 #84–86

フリークとして
- Iron Man vol. 1 #3–4, 84–85
- Tales of Suspense vol. 1 #74–75